# Shibanpo-Jangtse-Brücke
Die Shibanpo-Jangtse-Brücke (chinesisch 石板坡长江大桥, Pinyin Shíbǎnpō chángjiāng dàqiáo) ist eine Straßenbrücke, die den Jangtsekiang in Chongqing City, China überquert und den Stadtbezirk Yuzhong, d. h. die eigentliche Innenstadt, mit dem Stadtbezirk Nan’an auf der Südseite des Flusses verbindet.
Die Shibanpo-Jangtse-Brücke gilt mit 330 m Stützweite als die am weitesten gespannte Hohlkastenbrücke der Welt, ihre Hauptöffnung wird allerdings von einem Spannbetonträger mit einem Mittelstück aus Stahl überspannt, so dass die Stolmabrua in Norwegen nach wie vor die größte Stützweite aller reinen Spannbetonbalkenbrücken hat.

## Lage
Der Jangtsekiang ist an der Brücke 940 m breit. Seine tiefste Wasserrinne, der Talweg, verläuft dicht am rechten Ufer; in den linken zwei Dritteln des Stroms ist das Wasser meist flach, bei Hochwasser wird die dortige Insel Shanhuba jedoch überspült. Die Brücke liegt noch im Einflussbereich des Stausees, den der 450 km Luftlinie weiter östlich stehende Drei-Schluchten-Damm bildet. Durch dessen Regulierung und durch saisonales Hochwasser kann der Wasserspiegel unter der Brücke um mehr als 20 m schwanken. Nur 1200 m flussaufwärts steht die Caiyuanba-Brücke.

## Bauwerk
Die Shibanpo-Jangtse-Brücke verbindet die beiden Hochufer des Stroms. Sie besteht aus zwei parallelen Brückenbauwerken.

### Erste Brücke
Die erste Brücke bzw. der erste Teil der heutigen Brücke wurde zwischen 1977 und 1980 gebaut. Sie war die erste Straßenbrücke über den Jangtse in Chongqing und hatte in jeder Fahrtrichtung zwei Fahrspuren und einen Geh- und Radweg. Seit der Eröffnung der zweiten Brücke sind die vier Fahrspuren zusammengefasst und führen in nördliche Richtung.
Die 1103,5 m lange und 20,5 m breite Spannbetonbrücke hat 8 Felder mit Pfeilerachsabständen von 86,5 + 4×138,0 + 156,0 + 174,0 + 135 m und einem einzelligen, rechteckigen gevouteten Hohlkasten.

### Zweite Brücke
Die zweite Brücke wurde unmittelbar neben der ersten zwischen 2003 und 2006 erbaut. Sie hat vier Fahrspuren in südlicher Fahrtrichtung und einen Gehweg auf der westlichen Seite. Die ebenfalls 1103,5 m lange und 19 m breite Spannbetonbrücke hat 7 Felder mit Pfeilerachsabständen von 86,5 + 4×138,0 + 330 + 135 m. Sie hat ebenfalls einen einzelligen, rechteckigen gevouteten Hohlkasten mit einer Bauhöhe von 5 bis 16 m, allerdings hat das 330 m weite Feld ein 108 m langes, stählernes Mittelstück.
Die Brücke wurde von T.Y. Lin International Group, einem Ingenieurbüro mit Hauptsitz in San Francisco, USA, geplant. Das stählerne Mittelstück wurde in Wuhan als 103 m langer, 1325 t schwerer Hohlkasten mit zwei 2,5 m langen Übergangsstücken hergestellt. Der Hohlkasten wurde zugeschweißt und die rund 1000 km lange Strecke auf dem Jangtse und durch die Schleusen des Drei-Schluchten-Damms zur Baustelle geschleppt, wo er von Dorman Long mit den Übergangsstücken verbunden und eingehoben wurde.
Die Eröffnung der Brücke am 23. Juni 2006 wurde mit einem großen Feuerwerk gefeiert.